# Rallye Monte Carlo 1984
Die 52. Rallye Monte Carlo war der 1. Lauf zur Rallye-Weltmeisterschaft 1984. Sie fand vom 21. bis zum 27. Januar in der Region von Monaco statt. Von den 30 geplanten Wertungsprüfungen wurden vier (3, und 11–13) abgesagt.

## Klassifikationen

### Endergebnis
| Rang | Fahrer           | Co-Pilot              | Auto                | Zeit (Std./Min./Sek.) | Rückstand Sieger (Min./Sek.) Rückstand V (Min./Sek.) |
| ---- | ---------------- | --------------------- | ------------------- | --------------------- | ---------------------------------------------------- |
| 1    | Walter Röhrl     | Christian Geistdörfer | Audi quattro A2     | 8:52:29               | 00:00                                                |
| 2    | Stig Blomqvist   | Björn Cederberg       | Audi quattro A2     | 8:53:42               | 01:13                                                |
| 3    | Hannu Mikkola    | Arne Hertz            | Audi quattro A2     | 9:05:09               | 12:40 11:27                                          |
| 4    | Jean-Luc Thérier | Michel Vial           | Renault 5 Turbo     | 9:16:53               | 24:24 11:44                                          |
| 5    | Attilio Bettega  | Maurizio Perissinot   | Lancia Rally 037    | 9:21:41               | 29:12 04:48                                          |
| 6    | Miki Biasion     | Tiziano Siviero       | Lancia Rally 037    | 9:29:49               | 37:20 08:08                                          |
| 7    | Bernard Darniche | Alain Mahé            | Audi 80 quattro     | 9:32:39               | 40:10 02:50                                          |
| 8    | Markku Alén      | Ilkka Kivimäki        | Lancia Rally 037    | 9:36:05               | 43:36 03:26                                          |
| 9    | Kalle Grundel    | Peter Diekmann        | Volkswagen Golf GTi | 9:44:53               | 52:24 08:48                                          |
| 10   | Timo Salonen     | Seppo Harjanne        | Nissan 240          | 9:46:53               | 54:24 02:00                                          |

Insgesamt wurden 75 von 209 gemeldeten Fahrzeuge klassiert:

### Fahrer-Weltmeisterschaft
| Pos. | Fahrer           | Punkte |
| ---- | ---------------- | ------ |
| 1    | Walter Röhrl     | 20     |
| 2    | Stig Blomqvist   | 15     |
| 3    | Hannu Mikkola    | 12     |
| 4    | Jean-Luc Thérier | 10     |
| 5    | Attilio Bettega  | 8      |

### Herstellerwertung
| Pos. | Team       | Punkte |
| ---- | ---------- | ------ |
| 1    | Audi       | 18     |
| 2    | Renault    | 12     |
| 3    | Lancia     | 10     |
| 4    | Volkswagen | 9      |
| 4    | Nissan     | 2      |